# La vendetta di Frankenstein
 La vendetta di Frankenstein  (The Revenge of Frankenstein)  è un film del 1958 diretto da Terence Fisher, sequel di La maschera di Frankenstein.

## Trama
Riuscito a salvarsi dalla condanna a morte facendo giustiziare al suo posto il cappellano del carcere grazie alla complicità del deforme Karl, il Barone Frankenstein riesce a fuggire per rifarsi un'altra vita.
Anni dopo, Frankenstein, che ora si nasconde dietro l'identità dello stimato Dottor Stein, è divenuto un medico di successo nella cittadina di Carlsbruck, che oltre a curare i pazienti del proprio studio, assiste gratuitamente i malati dell'ospedale dei poveri. Il Dottor Hans Kleve, giovane medico membro del consiglio cittadino, smaschera il passato di Stein e si offre come suo apprendista essendo enormemente affascinato dalle sue teorie.

Peter Cushing interpreta il barone Victor Frankenstein sotto le mentite spoglie del dottor Victor Stein

Aiutati da Karl, un gobbo affetto da varie altre deformità che aveva aiutato il Barone ad evadere, Frankenstein e Kleve continuano quindi gli esperimenti sulla rivitalizzazione dei cadaveri: trapiantare un cervello vivo in un corpo diverso, ricreato in laboratorio utilizzando membra ed organi asportati ai pazienti indigenti. Il deforme Karl si offre come volontario per il trapianto, desideroso di acquistare un nuovo corpo vigoroso e senza handicap, in particolare dopo aver incontrato la bella figlia del Pastore locale, Margaret, nuova assistente all'ospedale dei poveri.
Inizialmente il trapianto sembra avere successo, ma quando l'eccitato Dr. Kleve racconta a Karl che diventerà celebre come caso clinico, Karl si spaventa e convince Margaret a liberarlo dalle cinghie che lo bloccano a letto dopo l'operazione. Intanto, Kleve nota che lo scimpanzé (prevalentemente vegetariano) al quale Frankenstein aveva trapiantato in precedenza il cervello di un orangutan, ora si ciba voracemente di carne e si preoccupa per Karl, ma i suoi dubbi sono fugati da Frankenstein, anche se il Barone gli racconta che la scimmia, dopo l'operazione, aveva divorato la sua compagna.
Karl fugge dall'ospedale dei poveri e si nasconde nel laboratorio del Dr. Stein, dove distrugge il suo precedente corpo deforme incenerendolo in un forno crematorio. Lì viene sorpreso dal custode, che scambiandolo per un ladro, inizia a percuoterlo prima di finire a sua volta strangolato da Karl. Frankenstein e Kleve scoprono la fuga di Karl e si precipitano a cercarlo.
La mattina seguente, Margaret trova Karl nella stalla. Egli la supplica di non rivelare la sua posizione al Dottor Stein, la ragazza accetta ma si precipita a comunicare il tutto al Dr. Kleve, nel frattempo Karl ricomincia ad avere difficoltà a muovere un braccio e una gamba. Quando Kleve e Margaret arrivano sul posto, egli se ne è già andato. Di notte, Karl uccide per strada una ragazza, probabilmente con l'intenzione di cibarsene. La sera seguente, irrompe in un ricevimento signorile. Avendo ormai riacquistato la sua deformità, l'infelice creatura supplica Frankenstein di aiutarlo, chiamandolo con il suo vero nome davanti a tutti, prima di stramazzare al suolo morto.
Frankenstein, non dando retta al consiglio di Kleve di andarsene dalla città, si presenta davanti al consiglio medico negando risolutamente di essere il famigerato Barone Frankenstein. I membri del consiglio, non soddisfatti della testimonianza del Dottor Stein, fanno riesumare il cadavere del Barone, e scoprono al suo posto il corpo decapitato di un prete, concludendo che il vero Frankenstein è ancora vivo.
Allo stesso tempo, Frankenstein viene brutalmente aggredito dai pazienti dell'ospedale dei poveri venuti a conoscenza della sua vera identità. Kleve arriva appena in tempo per sottrarre il corpo del Barone alla folla inferocita quando lo ha quasi linciato a morte, e lo porta nel suo laboratorio dove estrae il cervello del morente Frankenstein dal suo corpo martoriato prima dell'arrivo della polizia, giunta lì per arrestarlo. Kleve mostra agli agenti il corpo senza vita di Frankenstein, affermando di non escere riuscito a salvargli la vita. Rimasto solo, Kleve trapianta il cervello del Barone in un nuovo corpo che Frankenstein aveva preparato in precedenza.
Qualche tempo dopo a Londra, Kleve assiste Frankenstein, che ora si fa chiamare Dr. Franck, mentre accoglie alcuni pazienti.

## Curiosità
Il film venne girato nei britannici Bray Studios, quasi in contemporanea con Dracula il vampiro (1958), nel quale Cushing recitava anch'esso, sempre diretto da Fisher. Entrambi i film fecero uso degli stessi set in svariate occasioni. Infatti, per esempio, la cripta di Dracula diventò la camera operatoria di Frankenstein, e gli esterni del castello del vampiro furono riutilizzati come esterni del laboratorio del Barone.

## Accoglienza critica
Come il suo predecessore, La vendetta di Frankenstein venne generalmente ben accolto dai critici, ed attualmente detiene un indice di gradimento del 92% sul sito Rotten Tomatoes, giudizio basato su otto recensioni della pellicola.

## Edizioni home video

### DVD
- In Italia, il film è stato distribuito per la prima volta in formato DVD dalla Sinister Film in collaborazione con CG Home Video nel gennaio 2014.